# 宽叶檬果樟
宽叶檬果樟（学名：Caryodaphnopsis latifolia）为樟科檬果樟属下的一个种。

## 扩展阅读
維基物種上的相關：宽叶檬果樟